# Digitaria macroblephara
Digitaria macroblephara là một loài thực vật có hoa trong họ Hòa thảo. Loài này được (Hack.) Paoli mô tả khoa học đầu tiên năm 1916.